# Zebraholz

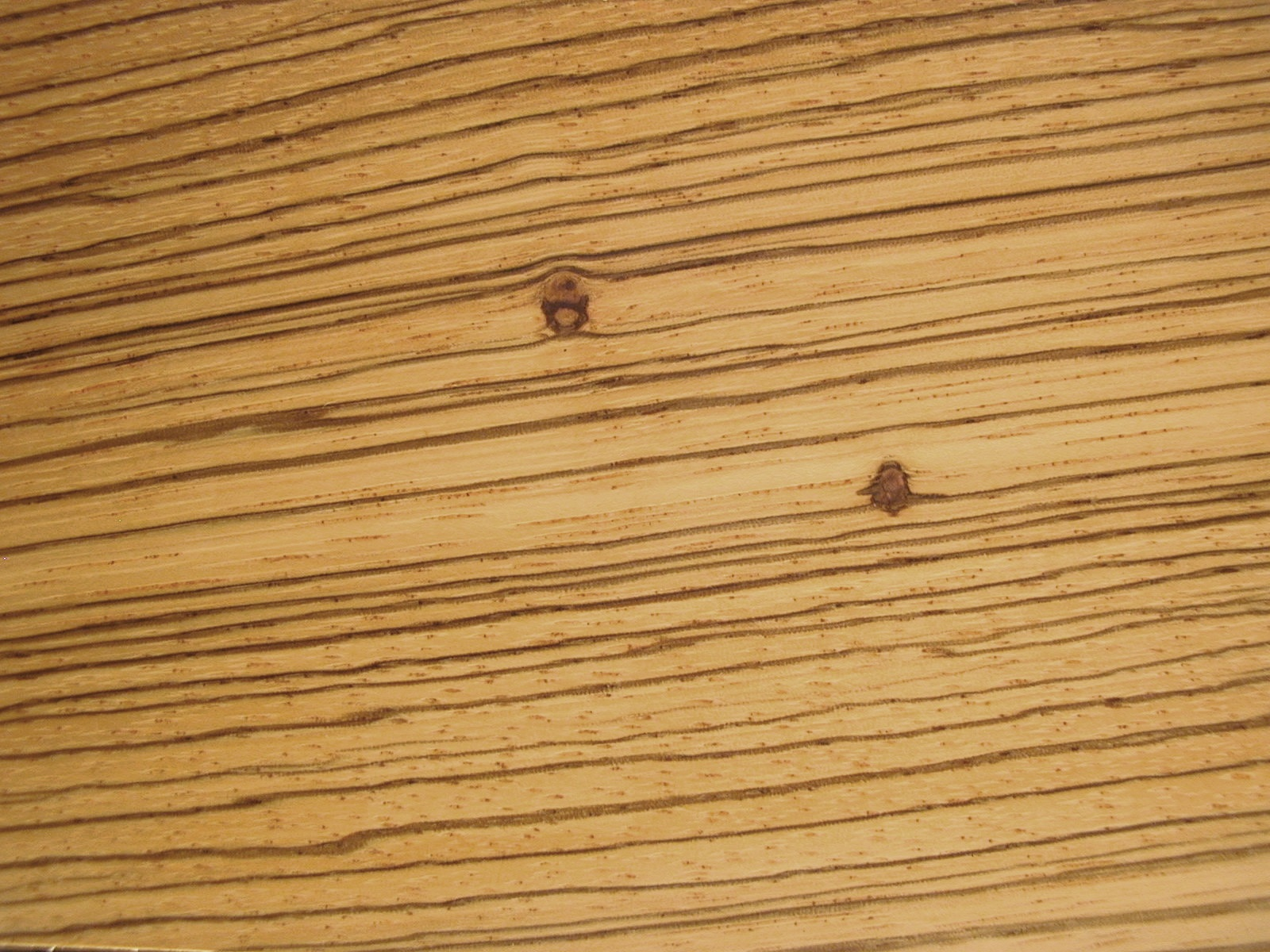
Zebraholz vom Microberlinia

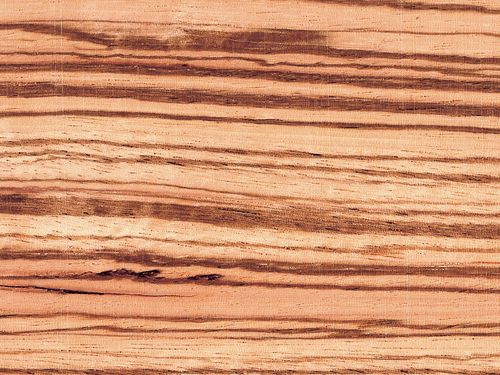
Zebrano
Microberlinia brazzavillensis

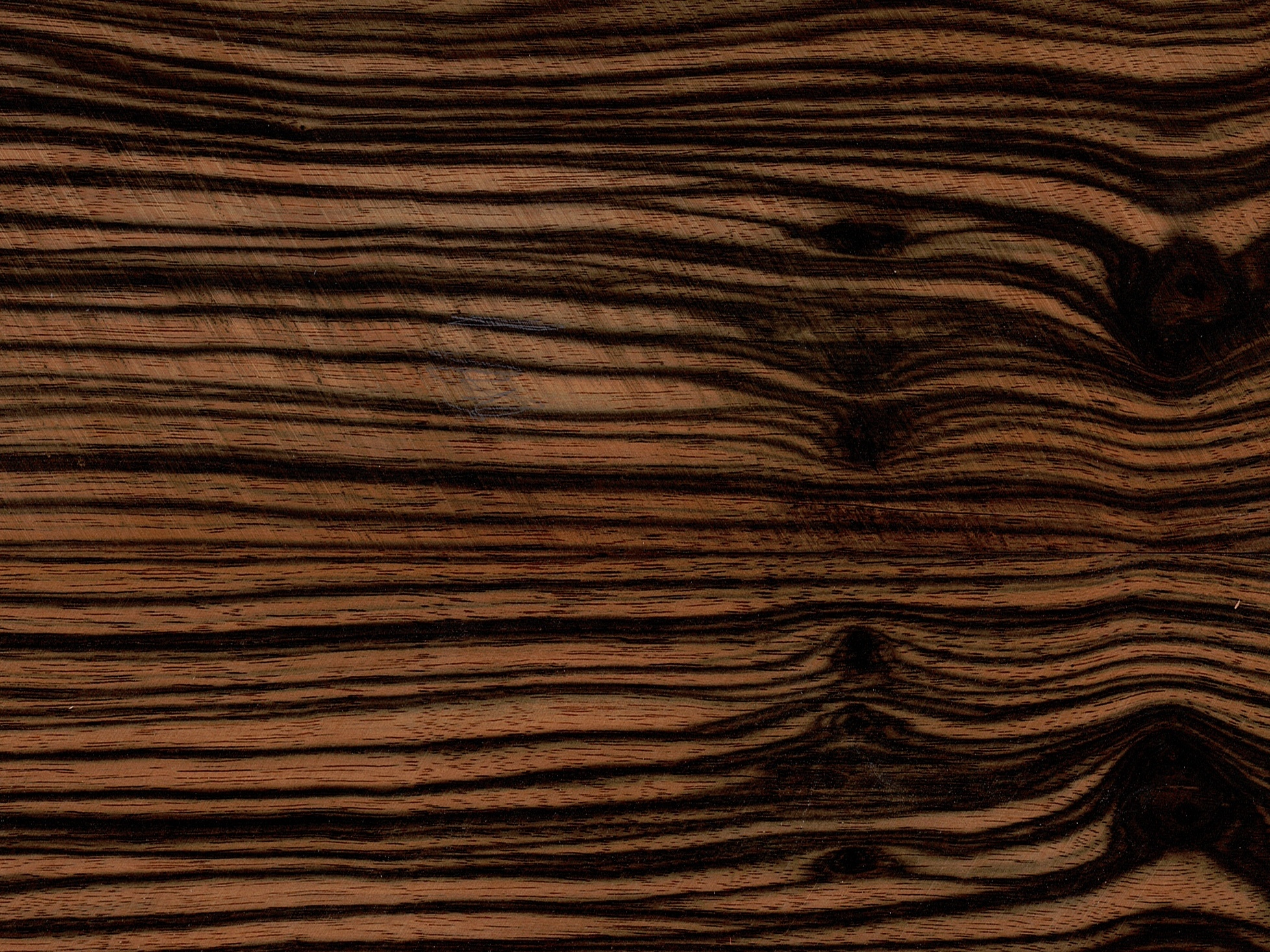
Makassar-Ebenholz oder auch Zebraholz von Diospyros celebica

Mit Zebraholz werden Holzarten bezeichnet, deren gestreifte Maserung an das Fell der afrikanischen Zebras erinnert.
Das Deutsche Wörterbuch von Jakob Grimm und Wilhelm Grimm benennt zwei Holzarten, die beide als Furnierhölzer verwendet werden:
- Ebenholz (Coromandelholz; Diospyros spp.; die Marmorhölzer Diospyros marmorata, Diospyros kurzii, Diospyros discolor und Diospyros oocarpa, sowie Diospyros celebica und Diospyros melanoxylon)[1] aus Ostindien
- Holz der südamerikanischen Connarus lambertii (DC.) Planch. ex Sagot (Syn.: Omphalobium lambertii, Connarus guianensis)[2]

Es werden auch noch andere Connarus-Arten als Zebraholz bezeichnet.
Andere Quellen nennen folgende Holzarten:
- Centrolobium robustum aus Brasilien[4]
- das auch als Zebrano oder Zingana bezeichnete Holz von Microberlinia spp. (Microberlinia brazzavillensis und Microberlinia bisulcata)[5]
- Julbernardia pellegriniana[5]
- Cynometra spp.[5]
- verschiedene Palmenholzarten, z. B.[6]
  - Cocos nucifera (auch Stachelschweinholz),
  - Arenga pinnata
  - Caryota urens
  - Borassus flabellifer
- einige Astronium-Arten die auch als Tigerholz bezeichnet werden,
- Brachystegia spiciformis[7]
- Pistacia integerrima[7]
- Dalbergia melanoxylon (Bezeichnung im südlichen Afrika; im Deutschen selten)[8][9][10][11][12]
- das Marmor- oder Schlangenholz Zygia racemosa[7][13] oder
- das Holz des Busches oder kleinen Baums Guettarda speciosa[14]